# Канал Альфонсо XIII
Канал Альфонсо XIII (исп. Dársena del Guadalquivir) — канал, соответствующий старому течению реки Гвадалквивир, который протекает к западу от старой реки Таблада. Канал имеет длину около 13,5 километров, ветвь около порта 800 метров, а выход к реке у шлюза почти 3 км.

## История

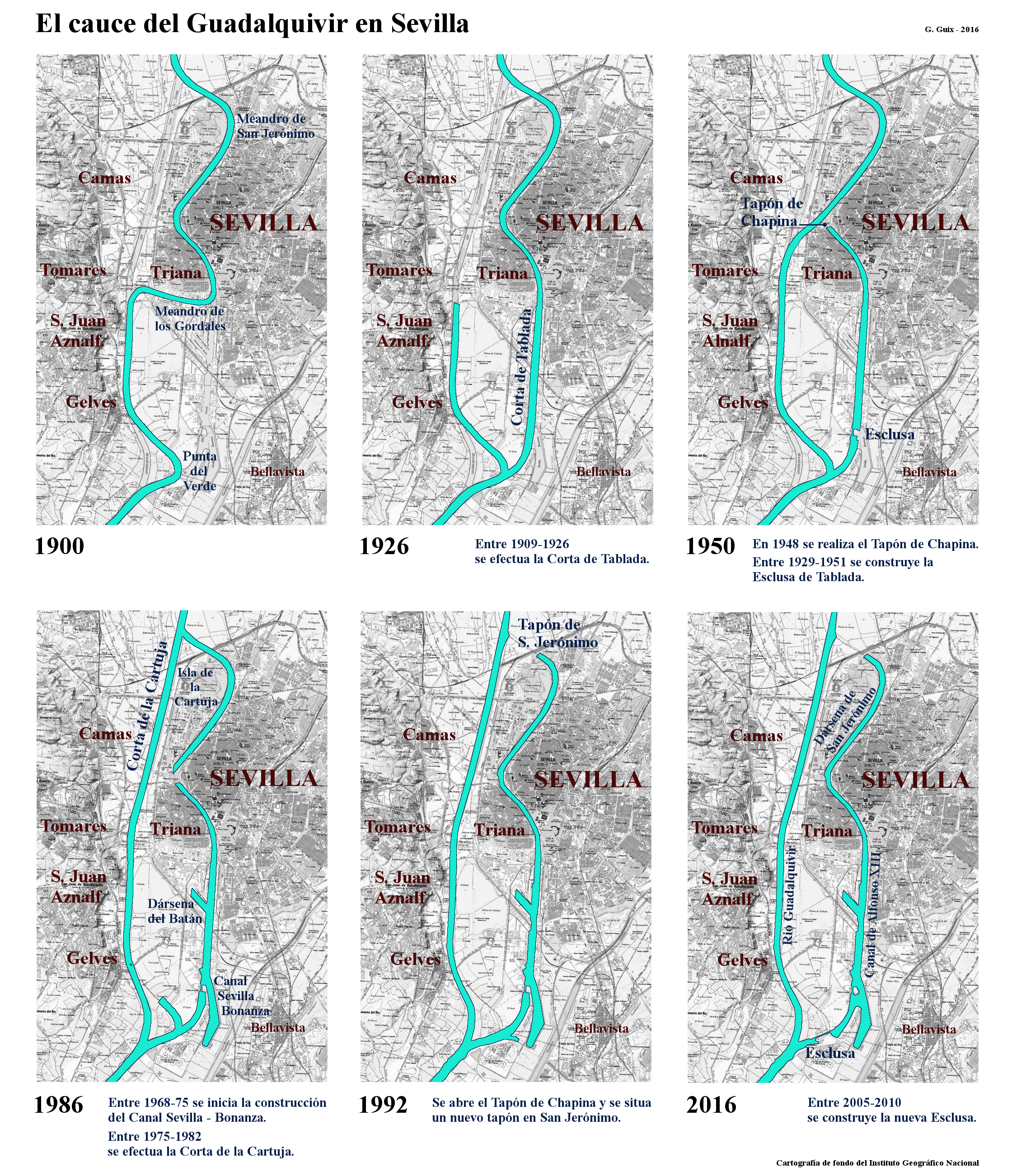
История канала в Севилье

Для избежания крупных наводнений, которые преследовали город в течение всего времени существования, был создан новый канал в Картуе.
Новый канал был объединен в Сан-Хуан-де-Аснальфараче со старым заброшенным каналом после создания канала Альфонсо XIII. Таким образом река была заблокирована дамбой в Чапине — северном входе реки в Севилье. Благодаря этому была построена часть дока, который полностью получил название канала Альфонсо XIII как старый рукав реки, закрытая на север вышеупомянутой пробкой, и на юг замком порта.
Пристань находится вдоль старого русла реки между Пасео-де-Колон на берегах Каско-Антигуо и Бетис-стрит в Триане и пересекает некоторые из самых старых и известных мостов в городе, такие как мост Триана, мост Сан-Тельмо, мост Ремедиос и мост Столетия.
С работами по подготовке ко Всемирной выставке в 1992 году дамба Чапина была вновь открыта, её начало было перенесено выше по течению на север, в район Сан-Херонимо (где есть парк и станция очистки сточных вод), включая Сан Херонимо Меандр; хотя в этом случае канал и река соединены подземными трубами под дамбой, водоток которой регулируется.

## Галерея

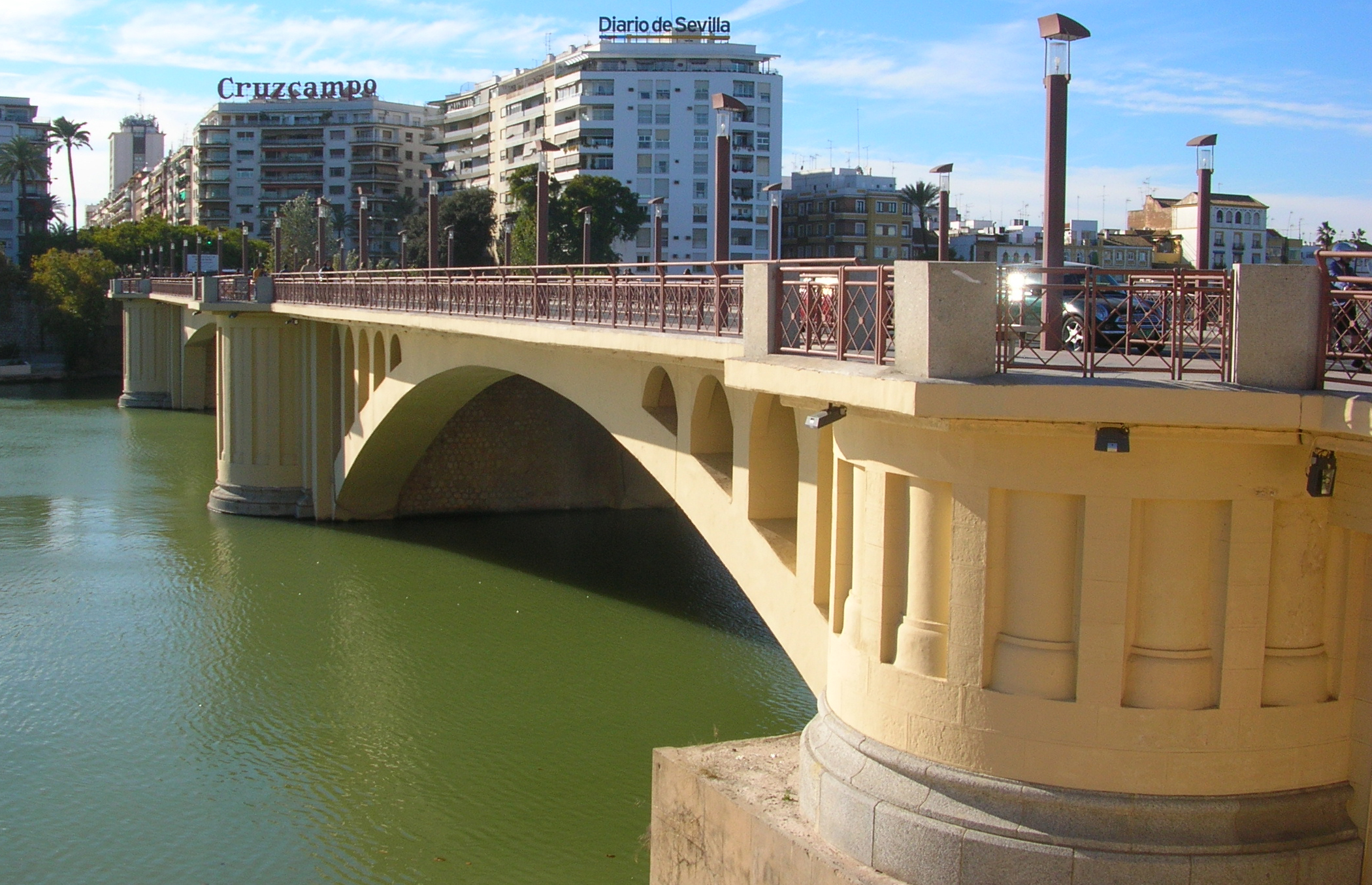
Мост Изабеллы II
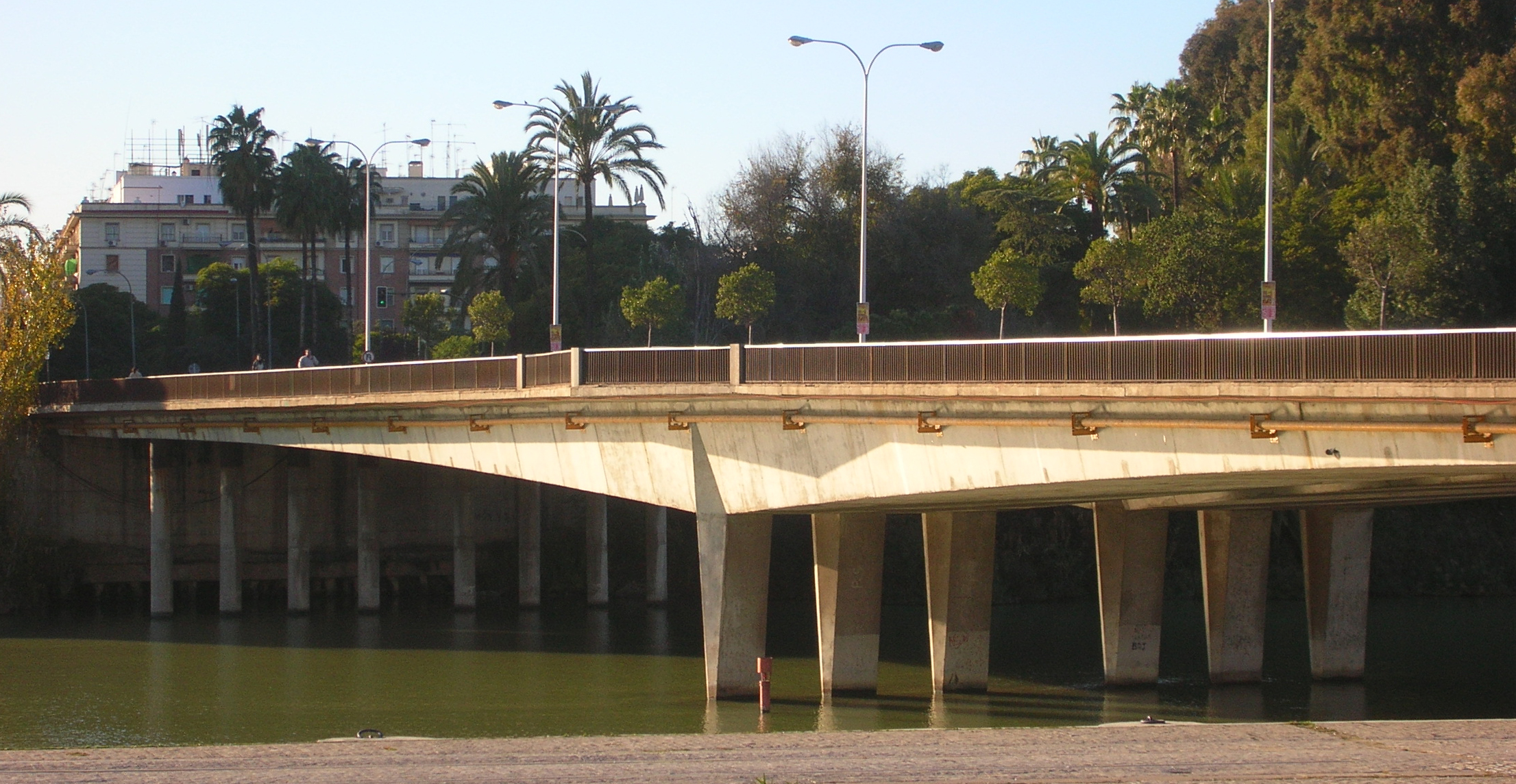
Мост Ремедиос